# Auto Avio Costruzioni 815
Auto Avio Costruzioni 815 (AAC) var den första sportvagn som tillverkades av Enzo Ferrari.

## Bakgrund
Enzo Ferrari tävlade för Alfa Romeos fabriksstall under tjugotalet, utan större framgång. Han visade sig vara bättre som stallchef och det var först när han startat sitt eget Scuderia Ferrari som han började göra sig ett namn. Ferrari fortsatte att köra Alfa Romeo och sedan Alfa lade ned sitt eget stall efter säsongen 1933 tog Scuderia Ferrari över som inofficiellt fabriksstall. När sedan Alfa Romeo återuppväckte Alfa Corse till säsongen 1938, bröt Ferrari kontraktet. Hans namn var dock så intimt förknippat med Alfa Romeo att han förbjöds att bygga bilar under eget namn under fyra år.
Efter brytningen startade Ferrari tillverkning av maskinutrustning till industrin i Modena under namnet Auto Avio Costruzioni och när han fick en beställning på två tävlingsbilar till 1940 års Mille Miglia blev det också namnet på bilarna.

## Auto Avio Costruzioni 815
För att spara tid baserades AAC tipo 815 på Fiat Balilla 1100. Stora delar av chassi och motor hämtades från familjebilen. Det åttacylindriga motorblocket var helt nytt och försågs med två cylinderhuvuden från den fyrcylindriga Fiaten. Karossen byggdes av Carrozzeria Touring.

## Tekniska data

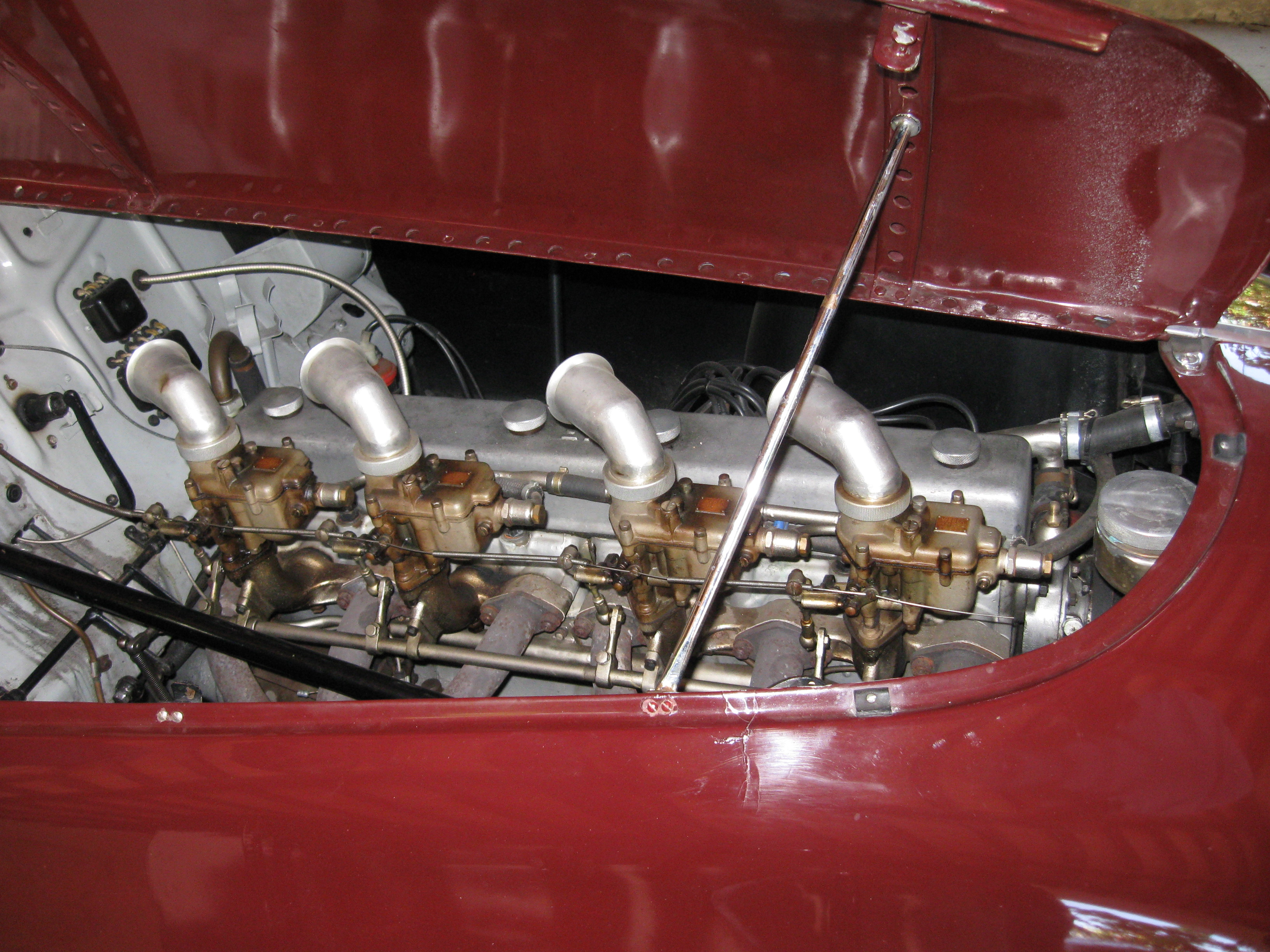
Den åttacylindriga radmotorn.

| Tekniska data           | AAC 815                                      |
| ----------------------- | -------------------------------------------- |
| Motor:                  | 8-cylindrig radmotor                         |
| Cylindervolym:          | 1496 cm³                                     |
| Borrning x slaglängd:   | 63 x 60 mm                                   |
| Max effekt vid varvtal: | 72 hk vid 5 500 v/min                        |
| Ventilstyrning:         | 2 stötstångsstyrda toppventiler per cylinder |
| Förgasare:              | 4 Weber 30DR2                                |
| Växellåda:              | 4-växlad manuell                             |
| Hjulupphängning fram:   | Individuell, typ Dubonnet                    |
| Hjulupphängning bak:    | Stel bakaxel, längsgående bladfjädring       |
| Bromsar:                | Hydrauliska trumbromsar                      |
| Chassi & kaross:        | Stålram med aluminiumkaross                  |
| Hjulbas:                | 242 cm                                       |
| Torrvikt:               | 625 kg                                       |
| Toppfart:               | 165 km/h                                     |

## Tävlingsresultat
De två bilarna kördes av Lotario Rangoni/Enrico Nardi och Alberto Ascari/Giuseppe Minozzi i Mille Miglia 1940. De låg etta och tvåa i 1,5-litersklassen i början av loppet, men bägge bilarna tvingades senare bryta med tekniska problem.